# Georg Bernhard Bilfinger
Georg Bernhard Bilfinger (23 de gener de 1693 – 18 de febrer de 1750), va ser un filòsof, matemàtic i polític alemany.

## Biografia
Nasqué a Cannstatt al Ducat de Württemberg.
Primer estudia teologia, però influït pels escrits del filòsof Christian Wolff va estudiar matemàtiques seguint la línia de Wolff i Gottfried Leibniz. Tornant a estudiar teologia, intentà connectar-la amb la matemàtica en la seva obra Dilucidationes philosophicae, de deo, anima humana, mundo (Tübingen, 1725, 1746, 1768). Va tenir un gran èxit i va ser nomenat predicador del castell de Tübingen i lector de l'escola de teologia.
El 1721, després de dos anys d'estudiar dirigit per Wolff, va esdevenir professor de filosofia a Halle, i el 1724 professor de matemàtiques. Els 1725, per recomanació de Wolff, va ser invitat per Pere el gran a Sant Petersburg. Va guanyar un premi ofert per una dissertació sobre la causa de la gravetat oferta per l'Académie des Sciences de París i tornà al seu país el 1731.
El 1735, en gran part pels seus coneixements d'enginyeria militar, Karl Alexander, Duc de Württemberg el va fer conseller privat. Morí a Stuttgart.
Després del seu retorn de l'Acadèmia russa de les Ciències, d'on va ser membre, va guanyar un gran respecte internacional i Frederic II de Prússia va dir d'ell "Va ser l'home més gran que pugui recordar."
A més de les Dilucidationes, va escriure De harmonia animi et corporis humani commentatio (Frankfurt i Leipzig, 1735; Tübingen, 1741); De origine et permissione mali (1724), i un repàs de la teodicea de Leibnitz.